# 基茲利亞爾區
43°51′N 46°43′E / 43.850°N 46.717°E
基茲利亞爾區（俄语：Кизлярский район），是俄羅斯的一個區，位於該國西南部，由達吉斯坦共和國負責管轄，面積3,047平方公里，2010年人口67,287，人口密度每平方公里22.08人。